# Sofia Bulldozers
I Sofia Bulldozers sono una squadra di football americano di Sofia, in Bulgaria, fondata nel 2014.

## Dettaglio stagioni

### Amichevoli
| Stagione | Vin | Par | Per | Tot | PF | PS  | avversaria  |
| -------- | --- | --- | --- | --- | -- | --- | ----------- |
| 2015     | 0   | 0   | 2   | 2   | 6  | 176 | Sofia Bears |
| 2016     | 0   | 0   | 1   | 1   | 0  | 57  | Sofia Bears |
| Totale   | 0   | 0   | 3   | 3   | 6  | 233 |             |

### Tornei nazionali

#### Campionato

##### Campionato bulgaro di football americano
| Stagione | regular season | regular season | regular season | regular season | regular season | regular season | playoff | playoff | playoff | playoff | playoff | playoff   | playoff     |
|          | Vin            | Par            | Per            | Tot            | PF             | PS             | Vin     | Per     | Tot     | PF      | PS      | risultato | avversaria  |
| -------- | -------------- | -------------- | -------------- | -------------- | -------------- | -------------- | ------- | ------- | ------- | ------- | ------- | --------- | ----------- |
| 2018     | 5              | 0              | 3              | 8              | 106            | 112            | 0       | 1       | 1       | 6       | 19      | Bulbowl   | Sofia Bears |
| 2019     | 4              | 0              | 0              | 4              | 134            | 0              | -       | -       | -       | -       | -       | Campioni  | -           |
| Totale   | 9              | 0              | 3              | 12             | 240            | 112            | 0       | 1       | 1       | 6       | 19      |           |             |

Fonti: Enciclopedia del Football - A cura di Roberto Mezzetti

### Riepilogo fasi finali disputate
| Anno             | Luogo | Evento             | Fase del torneo | Incontro                       | Risultato |
| 10 novembre 2018 | Sofia | Campionato bulgaro | Bulbowl         | Sofia Bulldozers - Sofia Bears | 6 - 19    |

## Palmarès
- 1 Bulbowl (2019)